# Michela Vittoria Brambilla
Pour les articles homonymes, voir Brambilla.
Michela Vittoria Brambilla (née le 26 octobre 1967 à Calolziocorte) est une cheffe d'entreprise et une femme politique italienne, secrétaire d'État, puis ministre pour le Tourisme dans le gouvernement Silvio Berlusconi IV, depuis respectivement les 8 mai 2008 et 8 mai 2009, et ce, et jusqu'à la démission du gouvernement Berlusconi IV.

## Biographie

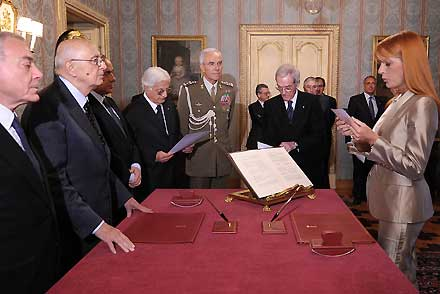
Prestation de serment de Michela Brambilla en mai 2009, au palais du Quirinal, devant le président de la République italienne, Giorgio Napolitano.

Héritière d'une famille d'industriels dans l'acier, Michela Vittoria Brambilla est diplômée en philosophie de l'Université catholique du Sacré-Cœur. 
Finaliste du concours Miss Italie en 1986, dans les années 1990 elle anime une émission sur l'une des chaînes du groupe Médiaset, propriété de Berlusconi, et devient reporter de la nuit.
Après avoir longuement posée nue pour des magazines de charme et avoir travaillé dans l'industrie de l'érotisme, Michela Vittoria Brambilla s'est proclamée présidente de l'Association nationale Cercle de la Liberté, après avoir fondé des Cercles de la Liberté dans toute l'Italie, avec pour but (atteint) de fonder un parti unique, le Peuple de la liberté.
Michela Vittoria Brambilla est l'ancienne présidente des Jeunes entrepreneurs de ConfCommercio.